# Sternopygus pejeraton
Sternopygus pejeraton är en fiskart som beskrevs av Schultz, 1949. Sternopygus pejeraton ingår i släktet Sternopygus och familjen Sternopygidae. Inga underarter finns listade i Catalogue of Life.